# Roșia de Amaradia (gmina)
Roșia de Amaradia – gmina w Rumunii, w okręgu Gorj. Obejmuje miejscowości Becheni, Dealu Viei, Roșia de Amaradia, Ruget, Seciurile, Stejaru i Șitoaia. W 2011 roku liczyła 3132 mieszkańców.